# Blaksa
Blaksa (arab. بلقسة) – miejscowość w Syrii, w muhafazie Hims. W 2004 roku liczyła 2078 mieszkańców.